# Skaraborgs tingshus

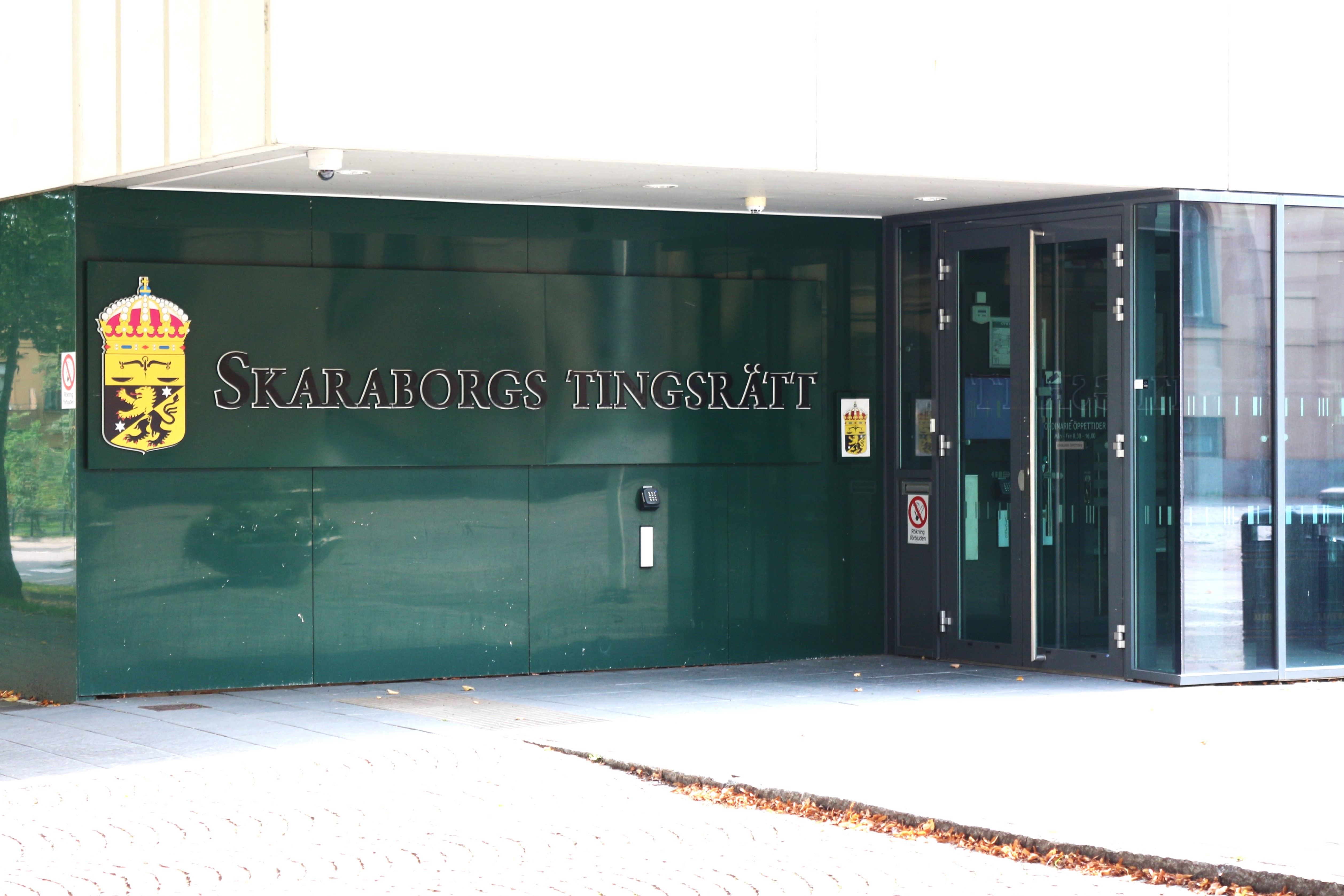

Skaraborgs tingshus är en domstolsbyggnad, färdigställd år 2011 och belägen på Eric Ugglas plats i centrala Skövde mitt emot Eric Ugglas Teater. Byggnaden är säte för Skaraborgs tingsrätt.

## Bakgrund
År 2008 fattades beslut om att tingsrätterna i Lidköping, Mariestad och Skövde skulle slås samman till en ny domstol. Syftet med detta var bland annat att kunna garantera en hög kvalitet i den dömande verksamheten och att säkerställa att domstolen drivs effektivt. Det bestämdes också att den nya, större, tingsrätten behövde nya lokaler. 
Under de första åren efter sammanslagningen fick verksamheten fortsatt bedrivas på tre olika orter, men den 28 februari 2011 kunde det nya tingshuset invigas. Den nya byggnaden ligger i nära anslutning till polis- och åklagarmyndigheten, som finns i kvarteret intill.